# Tetrachyron websteri
Tetrachyron websteri là một loài thực vật có hoa trong họ Cúc. Loài này được (Wussow & Urbatsch) B.L.Turner miêu tả khoa học đầu tiên năm 1988.